# Kalamos
Kalamos (gr. Κάλαμος) – górzysta grecka wyspa na Morzu Jońskim, należąca do archipelagu Wysp Jońskich, w administracji zdecentralizowanej Peloponez, Grecja Zachodnia i Wyspy Jońskie, w regionie Wyspy Jońskie, w jednostce regionalnej Leukada, w gminie Leukada.
Populacja wyspy wynosi około 600 mieszkańców, ale w trakcie sezonu letniego populacja znacząco wzrasta przez licznie odwiedzających wyspę turystów. Spis ludności w 2001 wykazał 543 mieszkańców. Powierzchnia wyspy wynosi 25 km². Najwyższa góra na Kalamos wznosi się 754 m n.p.m.
Głównym miejscem zamieszkania mieszkańców jest portowe miasto Kalamos na wschodnim krańcu wyspy. Z portu odpływają promy łączące wyspę z Mytikas. Epikosi (populacja 60 mieszkańców) jest jedyną po stolicy zamieszkaną miejscowością na wyspie. Miejscowość Kefali została zniszczona podczas trzęsienia ziemi z 1953 roku. Trzęsienie zniszczyło także zbiorniki wód pitnych oraz sieć kanalizacyjną. W mieście przetrwał jedynie kościół, który nadal jest użytkowany.
Na początku 1990 roku system kanalizacyjny został naprawiony i odbudowany, dzięki czemu każdy budynek na wyspie miał dostęp do wody pitnej. Kalamos do niedawna była jedną z nielicznych wysp, które nie miały stałych dostaw prądu. Obecnie ten problem został w całości rozwiązany. Na wyspie znajdują się dwa supermarkety, szkoła, przychodnia zdrowia, poczta, piekarnia oraz kilka barów i restauracji. Najbliższe liceum oraz gimnazjum znajduje się w jednostce regionalnej Etolia-Akarnania, ale większość uczniów uczęszcza do szkół w mieście Nydri.